# فرانك لامبارد الأب
فرانك ريتشارد جورج لامبارد (من مواليد 20 سبتمبر 1948) هو لاعب كرة قدم إنجليزي محترف سابق في مركز الظهير الأيسر. لعب معظم مسيرته الكروية مع نادي وست هام يونايتد، ولعب لفترة وجيزة مع ساوثيند يونايتد، وشارك مع منتخب إنجلترا. وهو والد لاعب خط وسط تشيلسي السابق والمدير الفني فرانك لامبارد، وغالبًا ما يُشار إليه باسم "فرانك لامبارد الأب" أو "فرانك الأب" عندما يكون هناك احتمال للخلط بين الاثنين.
حقق مع نادي وست هام يونايتد ثلاث بطولات.

## الأنجازات
وست هام يونايتد
- كأس الاتحاد الإنجليزي: 1974–75، 1979–80[2]
- الدرجة الثانية: 1980–81

## حياته الشخصية
تزوج لامبارد من باتريشيا هاريس وعاش الزوجين معاً حتى وفاتها في 24 أبريل 2008 بعد مضاعفات الالتهاب الرئوي. كان لديهم ثلاثة أطفال هم ناتالي وكلير وفرانك جونيور، الذي كان أيضًا لاعب كرة قدم محترف ومدير. كما أنجب طفلين من علاقة غرامية أقامها مع عشيقته بعد خيانة زوجته لسنوات.
ضمن الترابط الأسري شقيقة زوجته باتريشيا التوأم هي ساندرا ريدناب، زوجة مدرب كرة القدم الإنجليزي هاري ريدناب. وهو أيضًا عم لاعب إنجلترا والدوري الإنجليزي الممتاز السابق جيمي ريدناب. في عام 2019، أصبح لامبارد مالك حانة ذا نايتنجيل في وانستيد، لندن.